# Kopasz (katonaszleng)

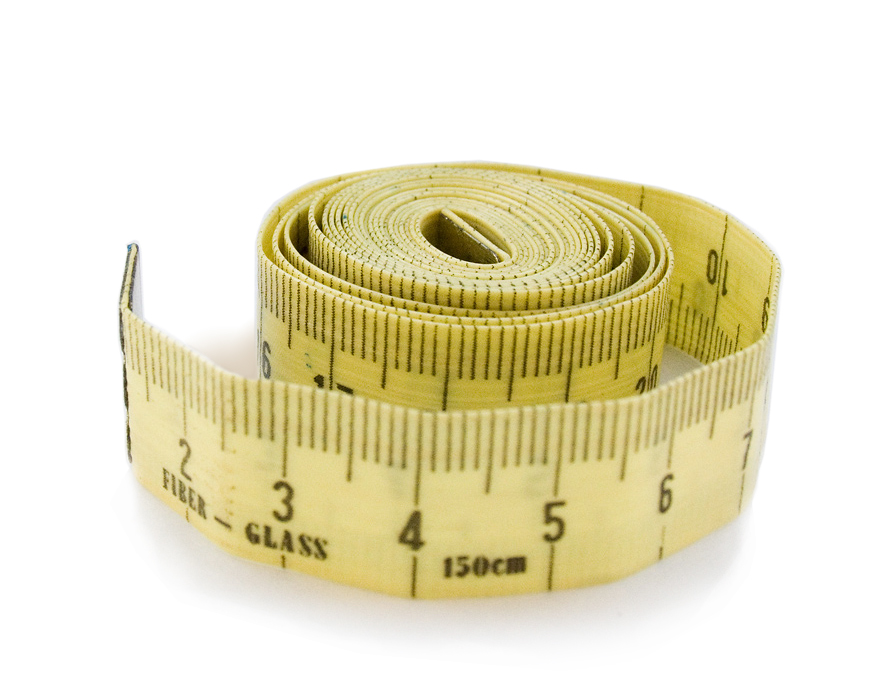
Kopaszok számára tabu volt a centi birtoklása

A kopasz Magyarországon az általános hadkötelezettség időszakában a frissen bevonult katona (újonc) tréfás elnevezése volt.

## Meghatározások
A hadkötelezettség időtartama alatt a katonák három csoportra oszlottak a bevonulás ideje szerint: kopasz, gumi, illetve öreg. A kopasz elnevezés a bevonult újoncok rövidre nyírt hajviseletéből származott, a gumi megnevezés eredete a másodidőszakos katonákra jellemző fontoskodás, gumilabdához hasonlított „pattogás”, parancsolgatás volt. Az öreg elnevezés az eltöltött hosszú és már a vége felé közeledő szolgálati időre utalt. Az általános hadkötelezettség eltörlésével és a hivatásos katonaság bevezetésével mindhárom elnevezés kikopott a köznyelvből.
A csoportok időtartama a szolgálati időtől függött, a 3 éves katonaidő alatt 1-1 év, a másfél éves alatt fél-fél év volt. A szolgálati idő 1 évre csökkentésekor a középső, „gumi”-időszak megszűnt, csak kopasz- illetve öregkatona elnevezés létezett. A tréfás elnevezések hivatalos katonai elnevezése első-, másod-, és harmadidőszakos katona. Az egyes időszakok az újabb bevonulások alkalmával (eleinte évente, később félévente) mozogtak előre a ranglétrán, a hurkatöltő-elv szerint: az újonc bevonulókból lettek a kopaszok, a korábbi kopaszokból gumik, a korábbi gumikból öregek lettek, a korábbi öregek pedig leszereltek és távoztak az alakulattól (rendszerint még az újoncok bevonulása előtti hetekben).
A bevonuló újoncok egy hónapos alapkiképzésben vettek részt (ezt a katonák egymás közt sok helyen „keltetőnek” hívták). Ennek során a kopaszok külön elhelyezést kaptak, csak a kiképzésükben részt vállaló friss „gumik”, azaz a kopaszok bevonulásával másodidőszakossá előlépett korábbi kopaszok laktak velük egy körletben. A „keltető” időszaka alatt a kopaszok viszonylag kevesebb szekírozásnak voltak kitéve, mert a másod- és harmadidőszakos katonákkal nem laktak együtt. A „keltető” végén a kopaszok katonai esküt tettek, ezt követően kerültek be az alakulat századaiba, már tényleges szolgálati beosztásba, elosztva a századok másod- és harmadidőszakos katonái közé.

## Visszaélések
A „kopaszkor” végét az öregkatonák leszerelése jelentette, ekkor az addigi újoncok „gumivá” léptek elő. A kopaszokra nagyon sok laktanyában a legalantasabb feladatok vártak: jellemzően az ő feladatuk volt a körletek takarítása, a kellemetlen szolgálatok (például konyhaszolgálat, tréfás nevén cselló) ellátása stb. Mindezeken felül sok laktanyában ki voltak téve a másod- és harmadidőszakos katonák megalázó feladatainak, amelyek egyben egyfajta beavatási rítusnak is felfoghatóak voltak (csikágó, rodézia). A hadsereg vezetése természetesen nem tett különbséget a katonák közt pusztán a szolgálati idejük alapján, de a helyőrségekben ez a megkülönböztetés még a tisztek részéről is szinte általánosnak volt mondható, öregkatonát például a legritkább esetben vezényeltek takarításra, konyhaszolgálatra.
Mindenütt, még a viszonylag békésebb laktanyákban is érvényesültek bizonyos íratlan alapszabályok, törvények, amelyek főleg a kopaszokra vonatkoztak. Ilyen szokás volt, hogy a kopaszok a körletekben (lakószobákban) lévő emeletes ágyakból csak a felső ágyakat használhatták (innen a felsőágyas vagy felső ágyas gúnynevük), az alsó ágyakra rá sem ülhettek. A kopaszoknak tilos volt a másod- (gumi) és harmadidőszakos (öreg) katonák egyes rituáléinak, szokásainak átvétele, utánzása, így például a gyakorlónadrágjuk alját nem gyűrhették (egyébként szabályellenesen, mert azt a bakancsba kell betűrni belül) a bakancsra kívülről fűzött gumikötél-gyűrű alá (mert ezt csak a gumi-korba lépők tehették meg), a gyárilag vörösesbarna bakancsot (szlengben: „surranó”, „surci”) csak barna cipőkrémmel kenhették (a fekete színt csak a gumik és az öregek használhatták), és meg sem érinthették a kizárólag az öregek által használt időmúlás-számláló centit (az öregek ezt azzal „indokolták”, hogy a centi „megégetné” a kopasz kezét).

## Kapcsolódó terminológia
A „kopasz” elnevezésre számos szinonima létezett, ezek olykor helyőrségenként is eltértek. Némelyik megkapó nyelvi leleményről tesz tanúbizonyságot, például „felsőágyas, riadtszemű, kopasz, rüszü állat”, „riadtszemű kopasz gyík”, „zöldhasú nullkilométeres kopasz gyík” stb. A kopaszok kicsúfolására számos tréfás mondóka is létezett, például „Olyan kopasz vagy, hogy a centitartód rezének a bányáját még föl se fedezték”, „Öregeknek százkettő, gumiknak győri rádió, kopaszoknak takarítást megkezdeni!” (reggeli ébresztő), „Kopasz rüszök nézz az égre, földig ér a centid vége”. Egyéb szinonimák: agár, állat, ártány, biliárd, bőrfejű, bőrnyakú, büdöstalpú, csíkos hátú kismalac/vaddisznó/vadmalac, csimasz, csipasz, csupasz, csúró, doberdós, dzsopi, egér, ezeregyéjszakás, ezernapos (csirke), ezernapú (sivár gyík), faszorrú, feketelábú, felsőágyas, fiatal.